# Miske
Miske è un comune dell'Ungheria di 1 869 abitanti (dati 2005). È situato nella contea di Bács-Kiskun.